# 神墩遗址 (仪征)
神墩遗址，位于江苏省扬州市仪征市，是中华人民共和国江苏省文物保护单位之一。
2006年6月5日，授予江苏省文物保护单位，是一座古遗址。